# Robert East
Robert Charles East, es un actor británico reconocido por su papel como Richard Dolby en la serie de ficción de la BBC sobre el MI5, Spooks. 

## Carrera
Robert es un actor de teatro consumado. Hizo su primera aparición en 1970 en la película Figures in a Landscape dándole vida a un soldado. Luego participó en la comedia Dave Allen at Large en 1971, interpretando a diversos personajes. 
East ha participado en numerosas series de televisión como Other en Napoleon and Love, Churchill's People, Warship, Yes, Minister, Terry and June, Rumpole of the Bailey, Yes, Prime Minister, Miss Marple, 'Allo 'Allo!, Peak Practice, Charles II: The Power and The Passion, Heartbeat, Holby City, entre otras...
Uno de sus papeles más recordados fue el de Harry, el Príncipe de Gales; en 1983, y también en 1983 en la comedia The Black Adder, donde actuó junto a Rowan Atkinson.

## Filmografía
- Series de Televisión.:

| Año         | Título                               | Personaje                | Notas                                          |
| ----------- | ------------------------------------ | ------------------------ | ---------------------------------------------- |
| 2010        | Doctors                              | Dr. William Pearson      | episodio "Beautiful Sasha 25 xxx"              |
| 2008 - 2009 | Spooks                               | Richard Dolby            | 3 episodios                                    |
| 2008        | Holby City                           | Frank Moran              | episodio "All This Useless Beauty"             |
| 2003        | Charles II: The Power & the Passion  | Arlington                | 3 episodios                                    |
| 2003        | Canterbury Tales                     | Mr. Norman               | episodio "The Pardoner's Tale"                 |
| 2003        | Heartbeat                            | Harold Greaves           | episodio "The High Life"                       |
| 2003        | Trust                                | Abogado de Hanrahan      | episodio # 1.2                                 |
| 2001        | Peak Practice                        | Oficial Comandante       | episodio # 12.1                                |
| 1995        | Dangerfield                          | Mr. Elliott              | episodio "The Call Girl" - junto a Robert Pugh |
| 1991        | 'Allo 'Allo                          | Comandante Blenkinsop    | episodio "The Gypsy Carnival"                  |
| 1989        | The Play on One                      | Wyn                      | episodio "Unexplained Laughter"                |
| 1987        | Yes, Prime Minister                  | Peter Gascoigne          | episodio "A Diplomatic Incident"               |
| 1987        | Rumpole of the Bailey                | Lt. Col. Mike Watford    | episodio "Rumpole and the Bright Seraphim"     |
| 1986        | Hammer House of Mystery and Suspense | Limpiador                | episodio "Terry in Court"                      |
| 1985        | Terry and June                       | Mr. Robinson             | episodio "Terry in Court"                      |
| 1983        | The Black Adder                      | Harry, Príncipe de Gales | 6 episodios                                    |
| 1983        | Spooky                               | Winston Churchill        | episodio "The Exorcism of Amy"                 |
| 1982        | Yes Minister                         | Subsecretario            | episodio "The Bed of Nails"                    |
| 1981        | Lady Killers                         | J.D. Cassels, K.C.       | episodio "A Boy's Best Friend"                 |
| 1981        | Goodbye Darling                      | Bill Morrow              | episodio "Anne"                                |
| 1981        | Coming Home                          | Bobby                    | episodio # 1.5                                 |
| 1980        | Kelly Monteiht                       | -                        | episodio # 2.3                                 |
| 1980        | ITV Playhouse                        | Steve                    | episodio "Kiss and Tell"                       |
| 1980        | Potter                               | Herbie                   | episodio # 2.6                                 |
| 1979        | Dave Allen at Large                  | -                        | 14 episodios                                   |
| 1979        | Grandad                              | Gaston                   | episodio # 1.3                                 |
| 1978        | One-Upmanship                        | -                        | episodio "Up Country"                          |
| 1978        | A Woman's Place?                     | Clive                    | episodio "Jean"                                |
| 1976        | Bill Brand                           | Director de Televisión   | episodio "Resolution"                          |
| 1976        | Rentaghost                           | Mesero                   | episodio # 2.6                                 |
| 1976        | Warship                              | Lt. Cmdr. Huffam         | episodio "The Buccaneer"                       |
| 1976        | Happy Ever After                     | Mr. East                 | episodio "Terry in Court"                      |
| 1975        | Churchill's People                   | Edwin                    | episodio "The Coming of the Cross"             |
| 1974        | Moody and Pegg                       | Michael Sharpley-Banks   | episodio "He: The Go Between"                  |
| 1974        | Napoleon and Love                    | Muiron                   | episodio "Josephine"                           |
| 1972        | Emma                                 | Frank Churchill          | 4 episodios                                    |
| 1971        | The Mind of Mr. J.G. Reeder          | Stan Pringle             | episodio "The Fatal Engagement"                |
| 1967        | Drama 61-67                          | -                        | -                                              |

- Películas.:

| Año  | Película                    | Personaje            | Notas                                                                       |
| ---- | --------------------------- | -------------------- | --------------------------------------------------------------------------- |
| 1996 | Half the Picture            | -                    | -                                                                           |
| 1995 | A Mind to Murder            | Mr. Lampton          | junto a Robert Pugh                                                         |
| 1987 | 4.50 from Paddington        | Alfred Crackenthorpe | también conocida como "Agatha Christie's Miss Marple: 4:50 from Paddington" |
| 1986 | London's Burning: The Movie | Mr. Grant            | -                                                                           |
| 1983 | Elveszett illúziók          | Lusztó István        | -                                                                           |
| 1980 | Brothers and Sisters        | James Barratt        | -                                                                           |
| 1970 | Figures in a Landscape      | Soldado              | junto a Malcolm McDowell                                                    |